# Regiment Hohenlohe

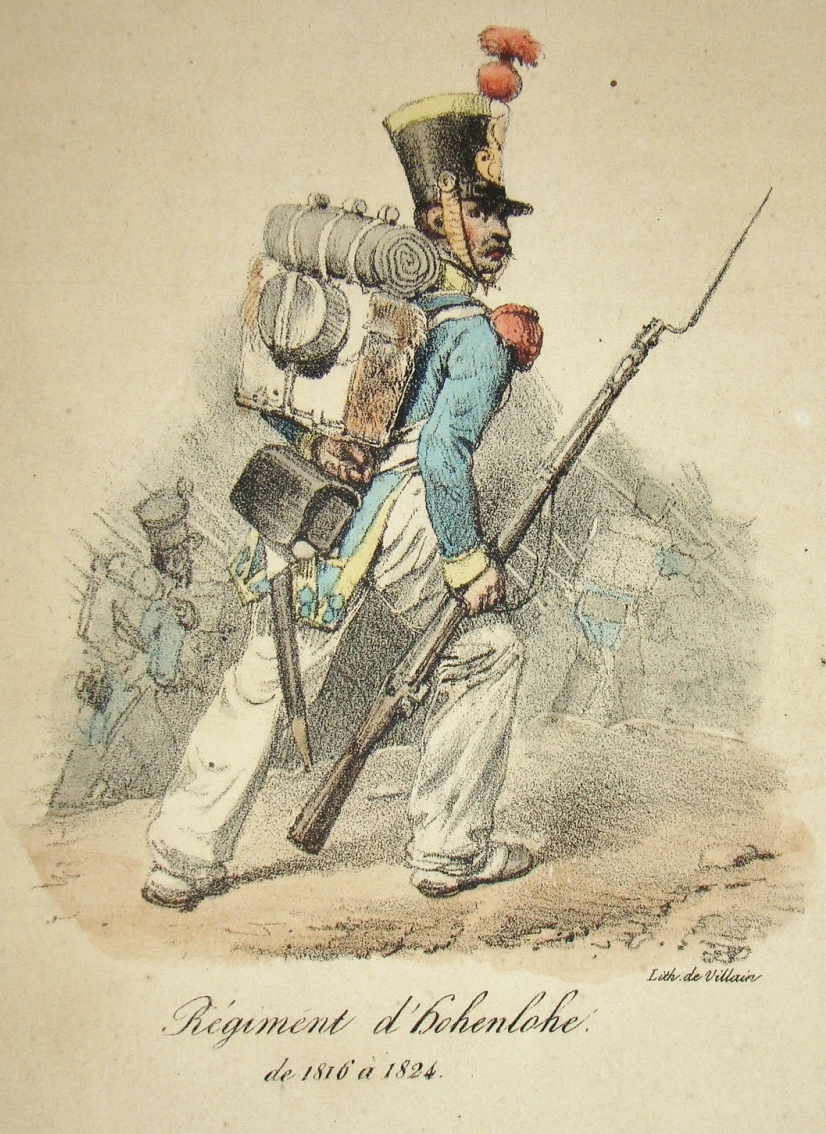
Uniform um 1820

Das Regiment Hohenlohe war ein militärischer Verband, der von französischen Royalisten zur Bekämpfung der Französischen Revolution aufgestellt wurde und zeitweise auch in niederländischen, österreichischen und russischen Diensten stand. 1814 entstand aus seinen Resten ein Verband der französischen Armee, der als ein Vorläufer der 1831 gegründeten Fremdenlegion angesehen wird.

## Anfänge

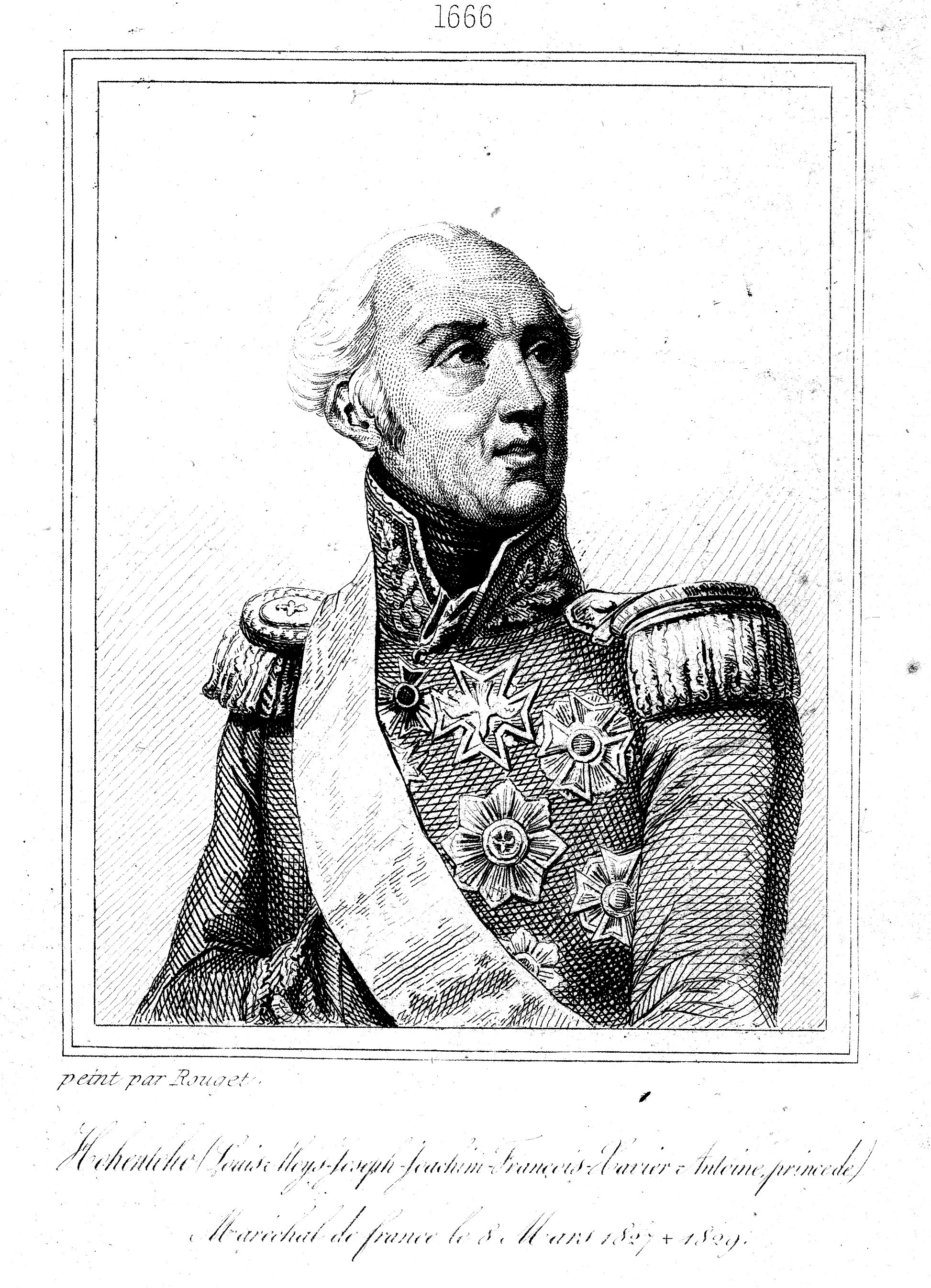
Ludwig Alois zu Hohenlohe Bartenstein als französischer Marschall, Stich um 1830

Die Regimenter Hohenlohe-Bartenstein und Hohenlohe-Schillingsfürst waren Keimzellen des Regiments Hohenlohe, das 1831 in der französischen Fremdenlegion aufging. Im Jahr 1792 wurden sie aufgestellt und 1794 zusammengelegt. Nach 1805 stand das Infanterie-Regiment Hohenlohe-Bartenstein in russischen Diensten, es hieß dann: Infanterie Regiment Michael Großfürst von Russland Nr. 26. Nach mehreren Namenswechseln trug es 1831 bei der Auflösung wieder seinen ursprünglichen Namen.
Im Jahr 1789 brach die Französische Revolution aus. Zahlreiche Royalisten, Emigranten aus Frankreich, an ihrer Spitze die Brüder Ludwigs XVI., kamen in den folgenden Jahren nach Deutschland. Ihr Versuch, eine Armee aufzustellen, um in Frankreich wieder die "alte Ordnung" herzustellen, unterstützten die Fürsten zu Hohenlohe-Schillingsfürst und Ludwig Leopold zu Hohenlohe-Bartenstein. 1792 stellten sie zwei Regimenter auf, die den Bourbonen im Kampf gegen die Revolution helfen sollten.
Fürst Ludwig Aloys zu Hohenlohe-Waldenburg-Bartenstein wurde Befehlshaber der Jäger (Chasseurs à pied) und Prinz Karl Joseph zu Hohenlohe-Bartenstein wurde Befehlshaber der Füsiliere. Zusätzlich wurden ehemalige, in französischen Diensten gestandene Offiziere eingestellt. Die hohenlohischen Söldner kamen vorwiegend aus den Gegenden um Pfedelbach, Bartenstein und Schillingsfürst. Zwar lief die Rekrutierung schleppend, doch am Ende kamen rund 900 Mann zusammen, die der Armee des Prinzen Ludwig Joseph von Bourbon-Condé unterstellt wurden.

## Einsätze

Gliederung des Regiments Hohenlohe Bartenstein bei der Schlacht von Caldiero, Stellenbesetzung der Offiziere

Anfangs kämpften die Regimenter in der Pfalz, in den Niederlanden und am Oberrhein gegen die französischen Revolutionstruppen. 1794 wurden sie zum Regiment Hohenlohe zusammengelegt und wechselten im gleichen Jahr in niederländische Dienste. Unter Befehl von Oberst Durand wurde der Verband ab 1797 von russischen Subsidienzahlungen unterhalten. Das Regiment Hohenlohe-Durand stand zeitweise auch in österreichischen Diensten. Bei Gefechten in Holland im gleichen Jahr, wurde das Regiment Royal Hohenlohe fast völlig vernichtet. Die Überlebenden wurden gefangen genommen oder ertranken in der zugefrorenen Zuiderzee.
Im Jahr 1805 zeichnete sich das Regiment unter der Führung von Generalmajor Ludwig Alois Fürst zu Hohenlohe-Bartenstein besonders aus. Es kämpfte bei Caldiero nahe Verona unter dem Oberkommando von Erzherzog Karl. Um frühere Verluste auszugleichen, wurde das Regiment durch Soldaten aus Kärnten ergänzt.
Nach dem Wiener Kongress 1814 wurde Fürst Ludwig Aloys zu Hohenlohe-Bartenstein französischer Lieutenant-général  und Inspekteur der Infanterie. Er durfte ein eigenes Regiment aufstellen, das sogenannte Régiment de Hohenlohe, das aus Resten des Regiments Hohenlohe-Durand und napoleonischer Fremdenregimenter bestand. Per königlicher Anordnung vom 11. August 1815 wurde die Aufstellung der Légions départementales befohlen. Es wurden 87 dieser Legionen gebildet – eine davon war eine sogenannte Légion royale étrangère (dt.: Königliche Fremdenlegion). Auch nach der Auflösung der Napoléonischen Armee 1815 blieb die Einheit als Régiment de Hohenlohe bestehen. 1821 wurde sie in 2e Régiment d’infanterie légère umbenannt. 1827 schließlich wurde Fürst Ludwig Aloys Maréchal de France und Pair von Frankreich. Der Status eines Pairs von Frankreich war der höchste im französischen Adel und wurde vom König verliehen. Er verstarb in Lunéville am 30. Mai 1829.

## Auflösung
Das Regiment war zu diesem Zeitpunkt bei Marseille stationiert. Nach der Julirevolution 1830 konnten die Soldaten seines Regiments die französische Staatsangehörigkeit annehmen. Wer nicht dazu bereit war, musste in die 1831 gegründete französischen Fremdenlegion eintreten oder nach Deutschland zurückkehren.

## Einzelschicksale
Ein Sohn des Hohenlohe-Bartensteinischen Hofschmieds schilderte in einem Brief nach Bartenstein aus dem Jahr 1805, dass er als Verwundeter aus dem Regiment in die Schweiz desertiert war. Da er dort sein Schmiedehandwerk nicht ausüben durfte, ließ er sich von Werbern in spanische Militärdienste anwerben. Er kämpfte sechs Jahre im Dienst des spanischen Königs  in Melilla / Nordafrika gegen die Mauren. Als Kompaniecorporal im 3. Bataillon des Infanterie Régiment Irlandais (im Brief Regiment Irlandia genannt) lebte er danach in Cádiz. Dort verlieren sich seine Spuren.
Der Sohn des Hohenlohe-Bartensteinischen Hofkrämers kehrte nach der Auflösung des Regiments erst 1836 als Invalide nach Bartenstein zurück. Hier war er völlig unbekannt. Zusammen mit dem Ortspfarrer stellte er eine Genealogie auf, um seine Identität nachzuweisen. Er starb kurze Zeit später verarmt in einem Häuschen außerhalb des Ortes.